# Нерушай (Одесская область)

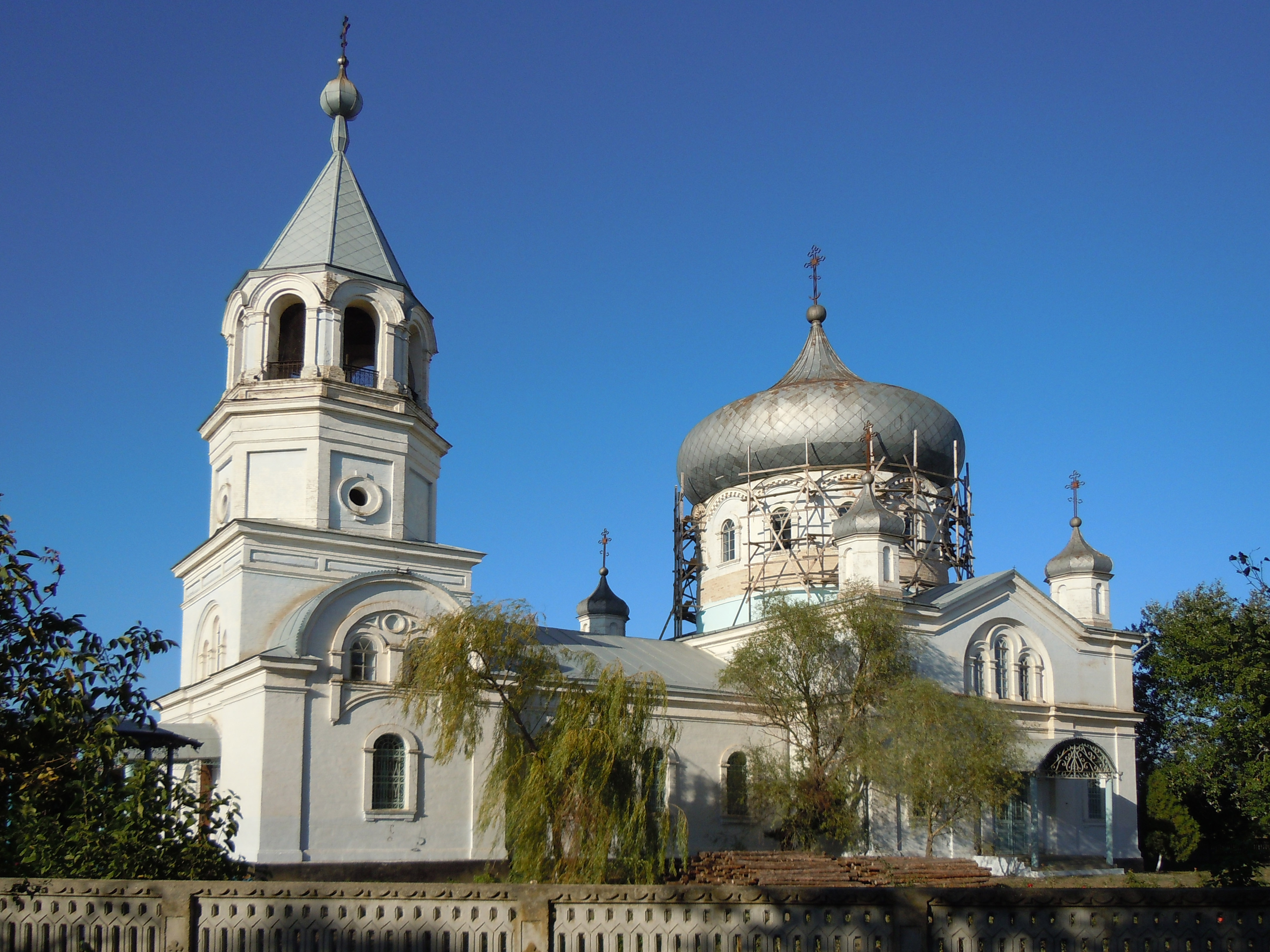
Церковь Иоанна Богослова

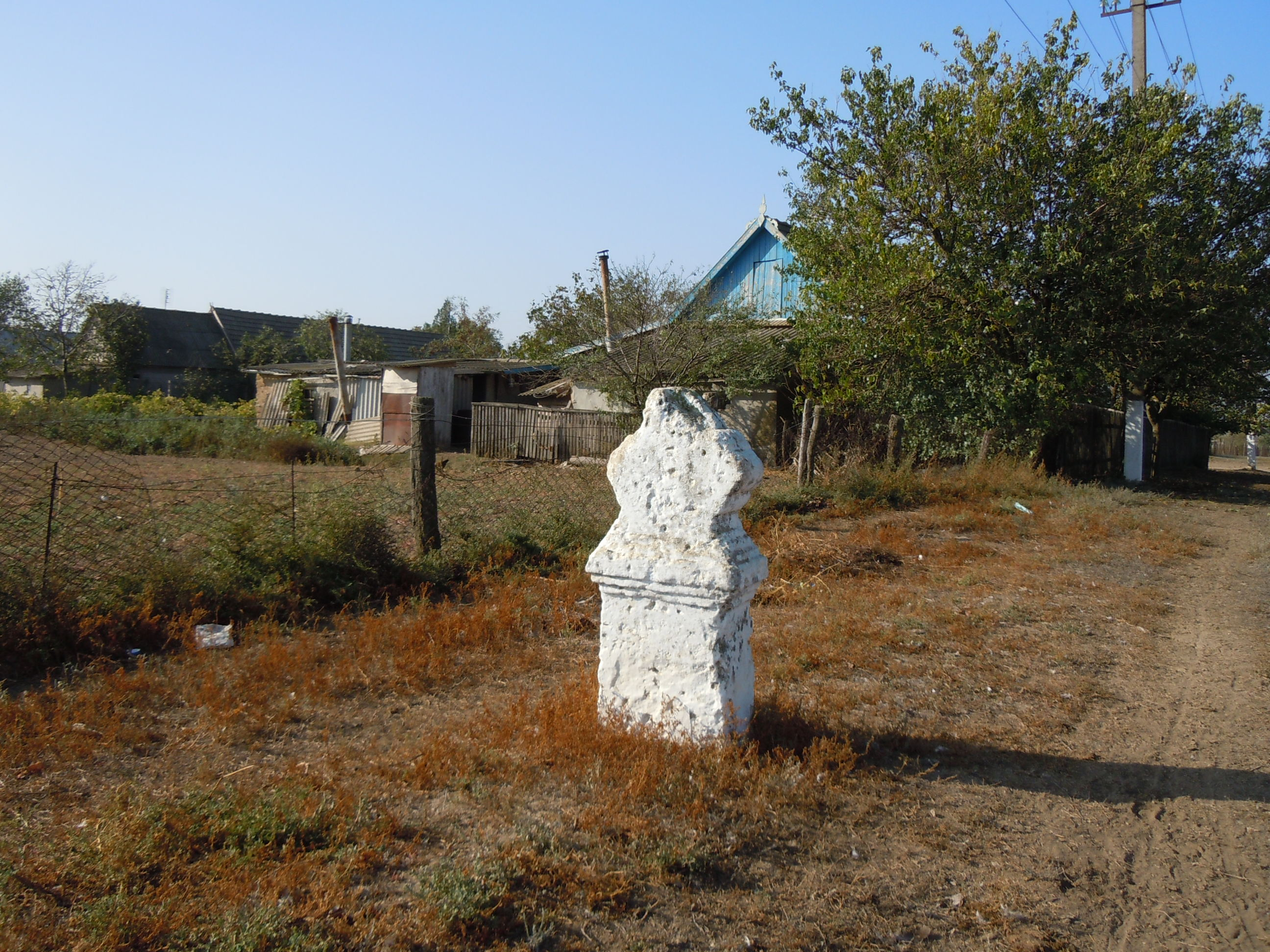
Старинная могила на улице села Нерушай

Нерушай (укр. Нерушай) — село, относится к Татарбунарскому району Одесской области Украины.
Население по переписи 2001 года составляло 1993 человека. Почтовый индекс — 68122. Телефонный код — 4844. Занимает площадь 4,23 км². Код КОАТУУ — 5125083401.

## Местный совет
68122, Одесская обл., Татарбунарский р-н, с. Нерушай, ул. Ленина, 40